# Denise Rosenthal
Denise Sofía Rosenthal Schalchli (Santiago, 8 novembre 1990), est une actrice et chanteuse chilienne.

## Cinéma
- El limpia piscinas (2011) - Nicole Ivanov (Protagoniste)
- El Babysitter (2013) - Bernarda "Berna" Castro (Protagoniste)
- Mama, ya crecí (2013) - (Protagoniste)
- La Reina de las Nieves 2: El espejo encantado (2016) - (Protagoniste)
- Prueba de actitud (2016) - (Protagoniste)
- La Reina de las Nieves 3: Fuego y Hielo (2018) - (Protagoniste)

## Télévision

### Séries
- Amango (El Trece 2007-2009) - María Fernanda "Feña" Mc Gellall (Coprotagoniste)
- El blog de la Feña (El Trece 2008-2009) - María Fernanda "Feña" Mc Gellall (Protagoniste)
- El nuevo María (TVN 2013) José Ormazábal (Protagoniste)
- Chico reality  (Mega 2015) Jéssica Lorca (Protagoniste)

### Telenovelas
- Corazón rebelde (El Trece 2009) - Martina Valdivieso Rey
- Matriarcas (TVN 2015) - Sandra Bravo
- El camionero (TVN 2016) - Marcela Flores

## Musique

### Discographie
| Denise Rosehnthal - 2013: Fiesta - 2017: Cambio de piel Amango - 2007: Amango: El sueño se hizo realidad - 2007: Amango villancicos - 2008: Amango: Esto no es un juego El Blog de la Feña - 2008: El blog De La Feña - 2009: El blog de la Feña 2 Corazón rebelde - 2009: Corazón rebelde | Amango - 2007: Amango Karaoke - 2008: Amango La gira - 2008: Amango Karaoke Esto no es un juego - 2008: Amango En vivo Caupolicán Corazón rebelde - 2010: Karaoke CRZ La banda Amango - 2007-2008: Amango Gira 2008 - 2008: Amango: soñando despierto CRZ - 2009: CRZ La banda |

### Singles
| Année                    | Chanson                                      | Position maximale | Album                             |                   |
| Année                    | Chanson                                      | CHI               | Album                             |                   |
| Singles officiels        | Singles officiels                            | Singles officiels | Singles officiels                 | Singles officiels |
| ------------------------ | -------------------------------------------- | ----------------- | --------------------------------- | ----------------- |
| 2008                     | "No Quiero Escuchar Tu Voz"                  | 8                 | El Blog de la Feña                |                   |
| 2008                     | "Espérame"                                   | 52                | El Blog de la Feña                |                   |
| 2008                     | "Amiga"                                      | —                 | El Blog de la Feña                |                   |
| 2009                     | "La Vida Sin Ti"                             | 84                | El Blog de la Feña                |                   |
| 2009                     | "Eres La Luz"                                | 24                | El Blog de la Feña 2              |                   |
| 2010                     | "Las Horas"                                  | 97                | El Blog de la Feña 2              |                   |
| 2011                     | "Men"                                        | 30                |                                   |                   |
| 2011                     | "I Wanna Give My Heart"                      | 17                | Banda sonora de El limpiapiscinas |                   |
| 2012                     | "Just Better Alone"                          | 98                | Fiesta                            |                   |
| 2012                     | "Dance" (featuring Crossfire)                | 95                | Fiesta                            |                   |
| 2013                     | "Fiesta"                                     | 50                | Fiesta                            |                   |
| 2014                     | "Revolution"                                 | 77                | Fiesta                            |                   |
| 2014                     | "Turn it up" (featuring La Pozze Latina)     | 33                | Fiesta                            |                   |
| 2016                     | "Cambio de Piel»                             | 27                | Cambio de Piel                    |                   |
| 2017                     | "Isidora»                                    | 19                | Cambio de Piel                    |                   |
| 2018                     | "Cabello de Angel»                           | 64                | Cambio de Piel                    |                   |
| 2018                     | "Lucha en Equilibrio»                        | 19                | Cambio de Piel                    |                   |
| 2018                     | "Encadená»                                   | 14                | Cambio de Piel                    |                   |
| 2019                     | "Soñarse De a Dos» (featuring Camilo Zicavo) | 20                | TBA                               |                   |
| 2019                     | "Agua Segura» (featuring Mala Rodriguez)     | 9                 | TBA                               |                   |
| 2019                     | "El Amor No Duele»                           | 31                | TBA                               |                   |
| 2019                     | "Ni un Fruto»                                | 59                | TBA                               |                   |
| 2020                     | "Tiene Sabor»                                | 35                | TBA                               |                   |
| Dans le cadre de Amango  |                                              |                   |                                   |                   |
| 2007                     | "Nuestro Sueño"                              | 64                | Amango: El Sueño Se Hizo Realidad |                   |
| 2007                     | "Nuevo Día"                                  | 49                | Amango: El Sueño Se Hizo Realidad |                   |
| 2007                     | "Destino"                                    | 21                | Amango: El Sueño Se Hizo Realidad |                   |
| 2007                     | "Te Regalo"                                  | 96                | Amango villancicos                |                   |
| 2008                     | "Digan Lo Que digan"                         | 9                 | Amango: Esto no es un juego       |                   |
| 2008                     | "Escúchame una vez"                          | 50                | Amango: Esto no es un juego       |                   |
| Dans le cadre de CRZ     |                                              |                   |                                   |                   |
| 2009                     | "Corazón rebelde"                            | 72                | Corazón rebelde                   |                   |
| 2009                     | "Estaba Escrito"                             | 95                | Corazón rebelde                   |                   |
| 2009                     | "No me Verás"                                | 99                | Corazón rebelde                   |                   |
| 2010                     | "Nada es para siempre"                       | —                 | Corazón rebelde                   |                   |
| Autres chansons énumérés |                                              |                   |                                   |                   |
| 2008                     | "Si tú me quieres"                           | 83                | El blog de la Feña                |                   |
| 2008                     | "Déjate llevar"                              | 84                | El blog de la Feña                |                   |
| 2008                     | "Hasta las 6"                                | 117               | El blog de la Feña                |                   |
| 2008                     | "Bye, Bye"                                   | 123               | El blog de la Feña                |                   |
| 2009                     | "Estaba escrito"                             | 95                | Corazón rebelde                   |                   |
| 2009                     | "No me verás"                                | 99                | Corazón rebelde                   |                   |